# Château d'Ina
Le château d'Ina (伊奈城, Ina-jō) se trouvait dans la zone Kozakai de Toyokawa, préfecture d'Aichi au Japon.

## Histoire
Honda Sadatada, le daimyo du village d'Ina, construisit le château vers 1440. Celui-ci était bien situé car il était entouré sur trois côtés de rivières et de champs de riz et du quatrième côté par une crique, ce qui permettait au ravitaillement de parvenir au château directement de la baie de Mikawa. Les descendants de Sadatora continuèrent d'utiliser le château comme quartier général d'où ils dominèrent la région pendant quelque cent cinquante ans, jusqu'à ce que Honda Yasutoshi soit transféré dans la région de la province de Shimōsa.
Il y a de nos jours un parc sur l'emplacement du château, avec une petite reconstruction d'une tour et des panneaux explicatifs.